# Ил Торе (Арецо)
Ил Торе је насеље у Италији у округу Арецо, региону Тоскана.
Према процени из 2011. у насељу је живело 15 становника. Насеље се налази на надморској висини од 422 м.